# Château d'Ulrichshusen
Le château d'Ulrichshusen (allemand : Schloß Ulrichshusen) est un château allemand situé à Ulrichshusen, village appartenant à la commune rurale de Schwinkendorf dans l'arrondissement du Plateau des lacs mecklembourgeois (Mecklembourg-Poméranie-Occidentale). Ce château Renaissance, construit en 1624, avec ses pignons à gradins typiques est un édifice historique significatif du Mecklembourg.

## Histoire

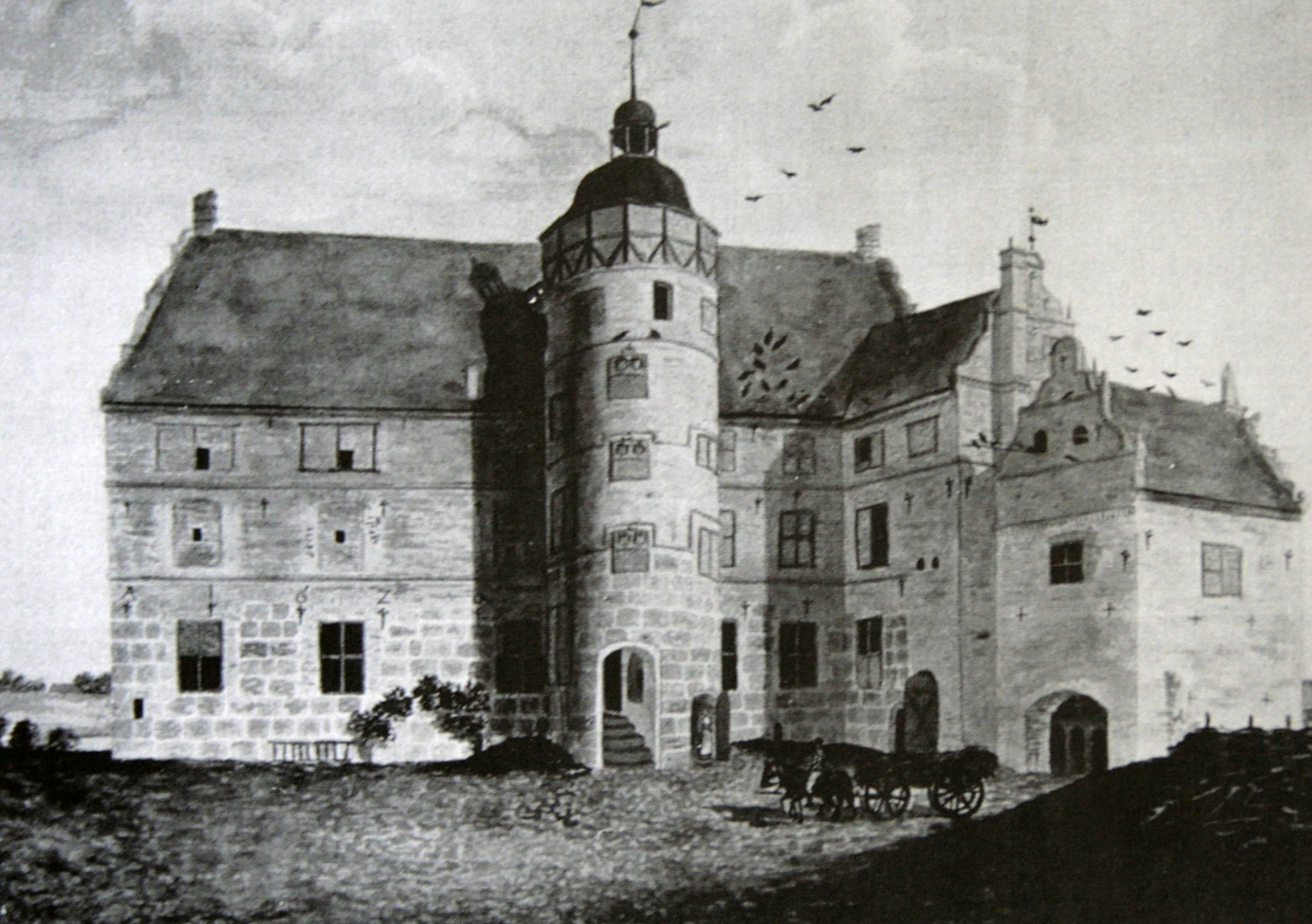
Le château au milieu du XVIIIe siècle

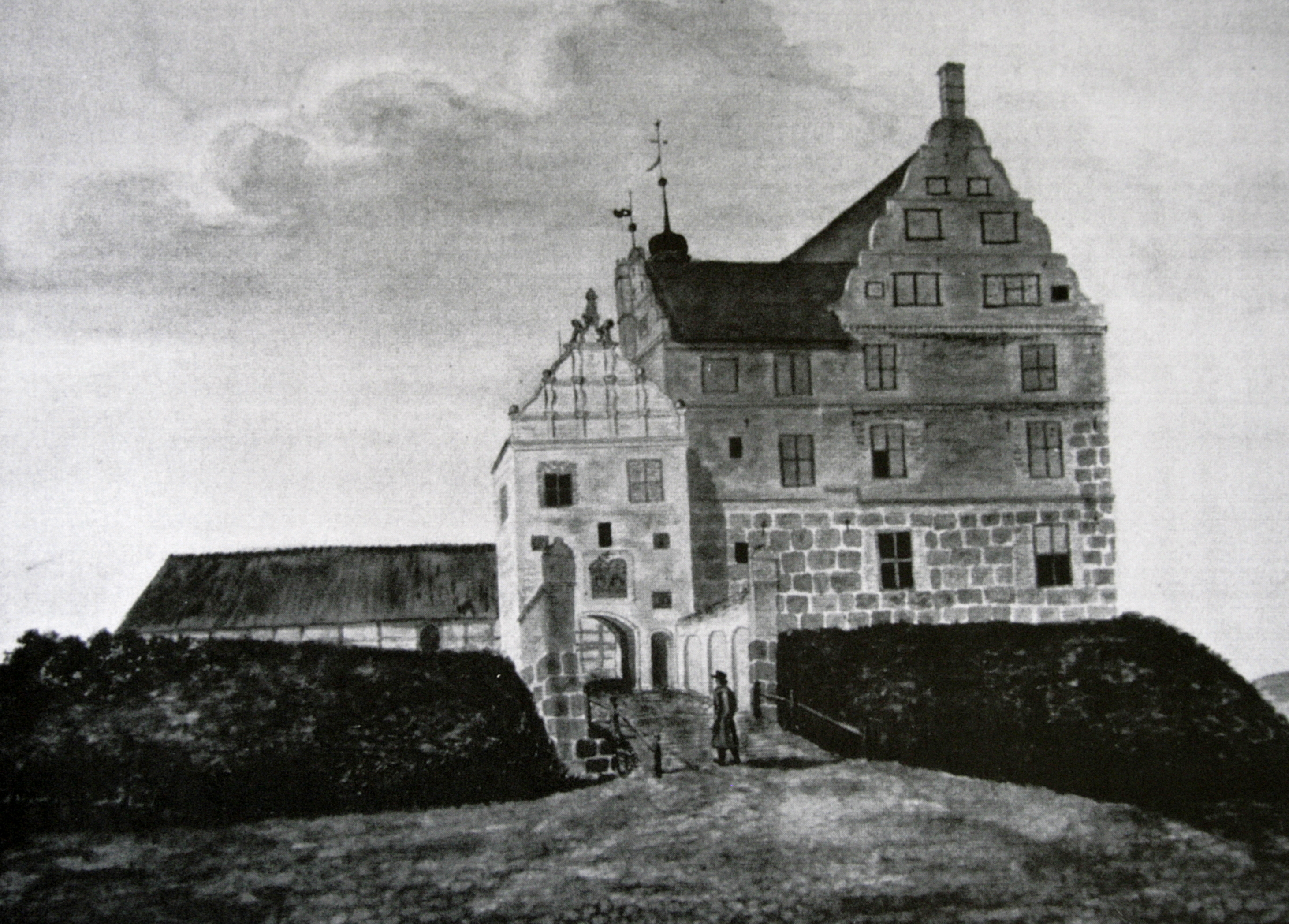
Le château vu de l'est vers 1730

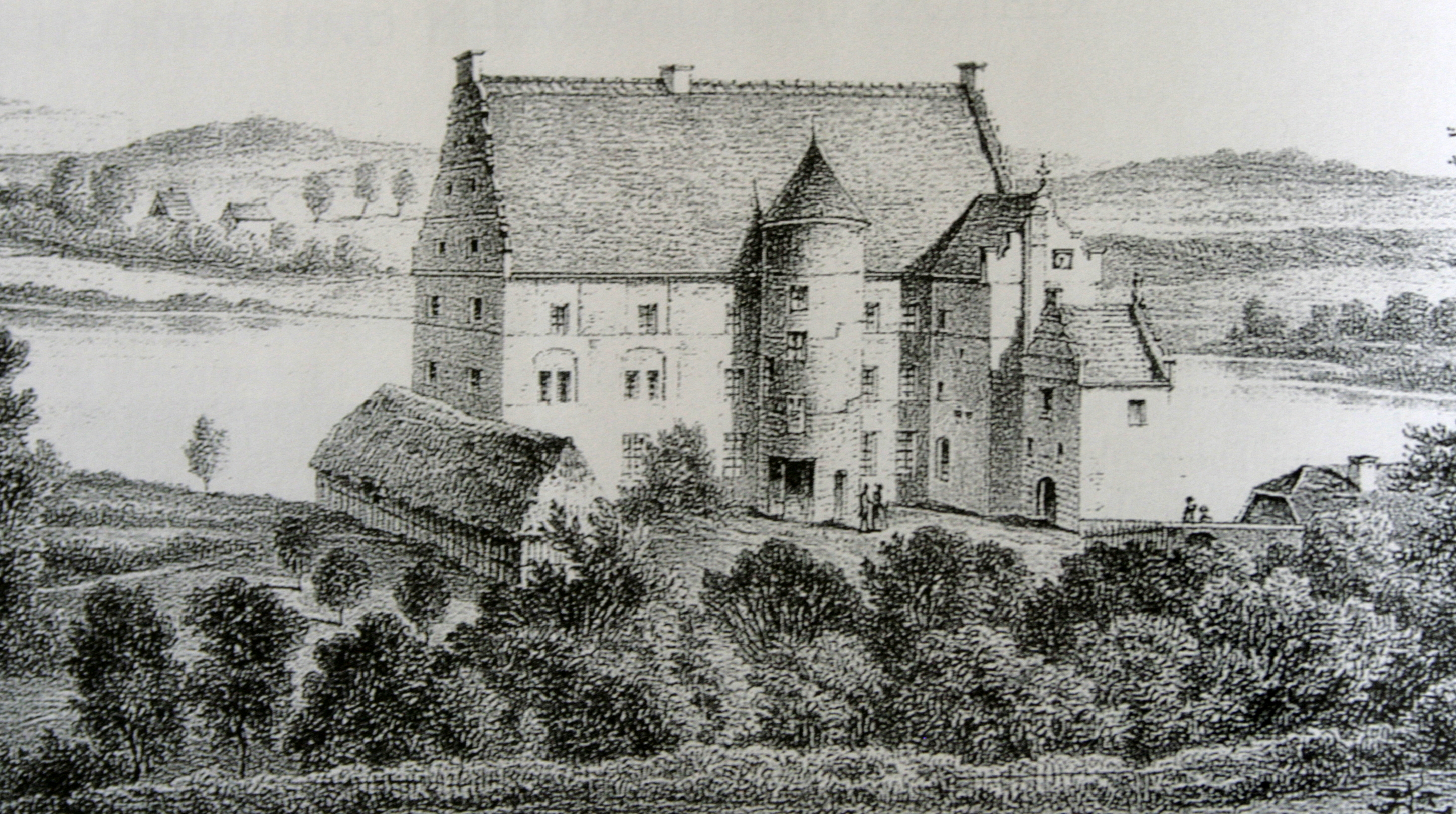
Le château vers 1820

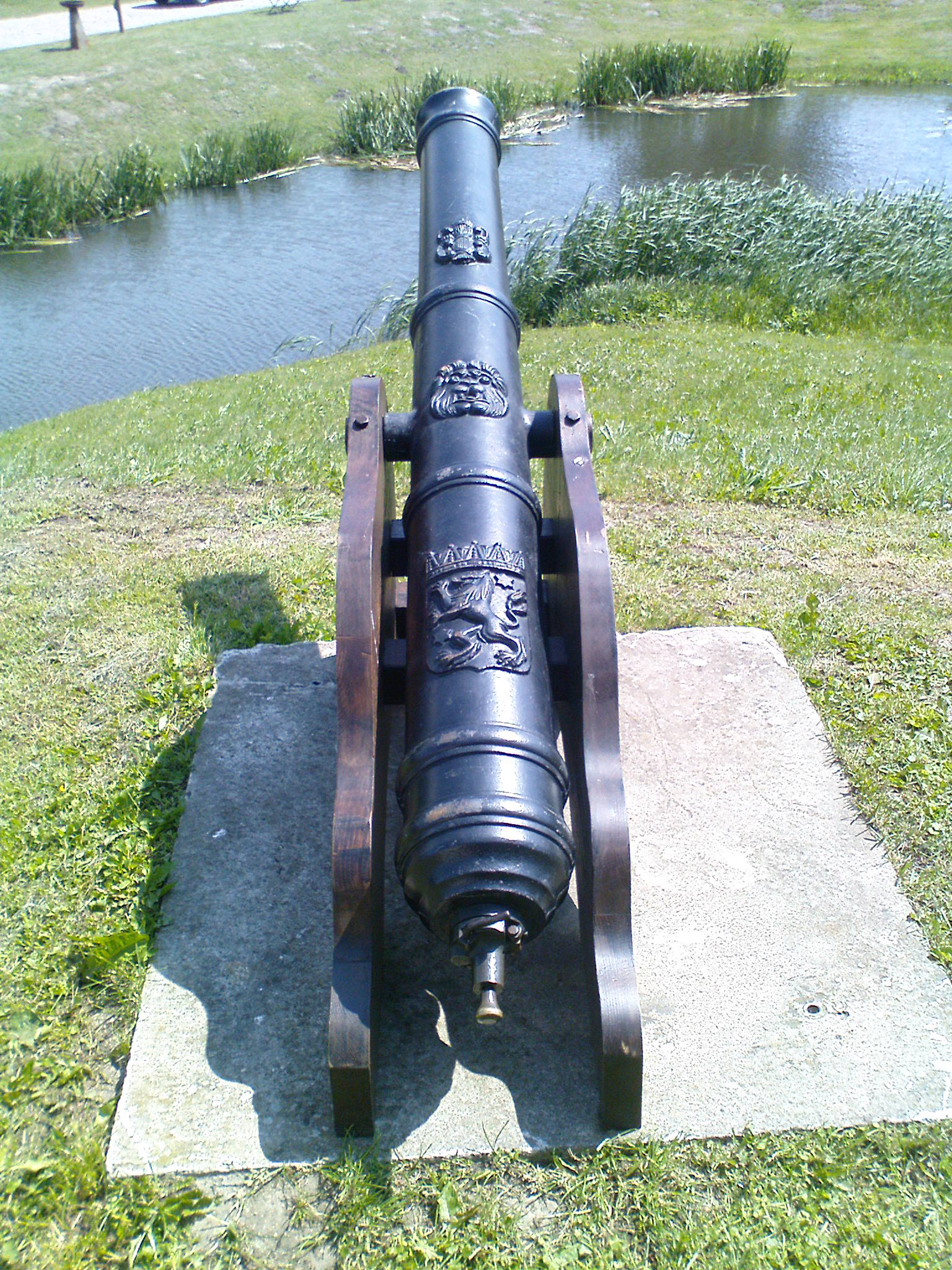
Canon devant l'étang du château

Le château se trouve au bord de la rive sud du lac d'Ulrichshusen sur une colline. C'est aujourd'hui un hôtel. Les anciens communs et bâtiments agricoles sont utilisés pour des concerts ou des expositions.
L'édifice consiste en un corps de logis rectangulaire orienté est-ouest. Un avant-corps se trouve au nord et au sud une tour ronde de quatre étages, surmontée d'une rotonde vitrée depuis la fin du XIXe siècle. Le mur sud est flanqué à l'est d'une aile qui servait de lice et qui donnait accès au château en venant de l'est. Cette porte est la partie du château la mieux préservée du XVIe siècle. Des ornements du pignon est, comme des lions de plâtre, des globes et des pilastres ont été reconstitués après un incendie qui a eu lieu en 1987, mais il a détruit une grande partie de la décoration intérieure d'origine.
Les anciens communs et bâtiments agricoles se trouvent au sud et à l'ouest du château dont ils sont séparés par une cour. On remarque au sud les anciennes écuries et une grange à côté d'un étang. L'ancienne maison de l'intendant a été convertie en logement privé en 2000. Le parc a été restauré en 1995.
Le domaine est en possession de la famille von Maltzahn au XVIe siècle qui y dispose d'un petit château fort entouré d'eau construit en 1562. Il brûle en grande partie en 1624 et Bernd-Ludolph von Maltzahn le reconstruit en style Renaissance en l'agrandissant. Le château est ensuite pendant une trentaine d'années à partir de 1649 en possession du général suédois Carl Didriksson Rutt, puis de son gendre von Arnim qui le vend au baron von Erlenkamp. Il passe en 1742 à une branche des Maltzahn originaire de Rothenmoor et en 1815 à une branche des Maltzahn de Militsch. Il est vendu en 1842 à la famille von Hahn de la lignée des Basedow, puis aux Sellschop au début du XXe siècle. Le comte de Bassewitz-Schlitz s'en porte acquéreur en 1929.
Le château abrite en 1945 des centaines de réfugiés expulsés des provinces allemandes de l'est bientôt englobées en Pologne, puis il est nationalisé, la propriété foncière privée étant désormais interdite. C'est l'un des rares châteaux de la région à être protégé par l'administration militaire soviétique, à cause de sa signification historique. Le château sert sous la république démocratique allemande de magasin d'alimentation communautaire, avec des logements et une partie administrative. Il est abandonné en 1976. Le corps de logis est ravagé par un incendie en 1987.
La famille von Maltzahn parvient à racheter le château juste après la réunification. Il est restauré à partir de 1993 par le baron Helmuth von Maltzahn et son épouse Alla et bénéficie d'aide de différentes associations de protection du patrimoine. Depuis 1994, il accueille des concerts pour le festival de musique du Mecklembourg-Poméranie-Occidentale. Yehudi Menuhin, Anne-Sophie Mutter et Igor Oïstrakh s'y sont produits.
L'aile de la Porte et celle de la lice servent d'habitation et le corps de logis d'hôtel depuis 2001, avec dix-neuf chambres ou suites. Les anciennes écuries abritent quant à elles un restaurant.

## Référence
- (de) Cet article est partiellement ou en totalité issu de l’article de Wikipédia en allemand intitulé « Schloss Ulrichshusen » (voir la liste des auteurs).